# Lorenzo Gafa
Lorenzo Gafà, né en 1638 à Il-Birgu et mort en 1703, était un architecte baroque maltais. Il est le frère de Melchiorre Gafa, sculpteur.

## Biographie

### Naissance, mort et parenté
Sixième fils de Marco et Veronica Gafà, frère de Melchiorre Gafà, il fut baptisé en l'église Saint-Laurent à Il-Birgu par le curé Don Didaco Vella. Il décède en 1703 et serait enterré, selon la tradition, dans l'église de Birgu, mais il est impossible de le vérifier, car rien ne l'indique dans l'église, tout comme il est impossible de vérifier l'allégation selon laquelle il aurait été à Rome pour participer à la reconstruction de la basilique Saint-Jean-de-Latran à la demande du Saint-Père.

### Carrière
Sa carrière débuta comme sculpteur sur pierre et il participa à un de ses premiers chantiers, celui de la construction du chœur de l'église Saint-Philippe (en) de Żebbuġ en 1661. Puis, il travailla sur divers chantiers, notamment dans sa ville natale avec le retable du maître-autel de l'église du couvent à Il-Birgu (1666), celui de l'église de l'Annonciation, le maître-autel en l'église Saint-Nicolas de La Valette (en).
Il a supervisé la construction de nombreuses églises : l'église Saint-Paul à Ir-Rabat, l'église collégiale du naufrage de saint Paul à La Valette (1666-1680), l'église Sarria à Il-Furjana (1676), l'église des Carmes à L-Imdina (1668-1672), l'église Saint-Roch (en) à La Valette vers 1680. Son œuvre la plus importante et la plus remarquable demeure la conception de la cathédrale Saint-Pierre-et-Saint-Paul à L-Imdina en 1679, construite entre 1697 et 1702, ainsi que le Palais de l'évêque. Dans cette fin du XVIIe siècle, il supervisa la construction de l'église Saint-Laurent de Il-Birgu (1681-1697), l'église Saint-Nicolas (en) de Is-Siġġiewi (1676-1693), la chapelle Saint-Pierre de Marsaxlokk (1682), l'église Saint-Georges (en) à Ħal Qormi (1684), l'église Sainte-Marie (en) de Il-Qrendi (1685), l'église Sainte-Catherine de Iż-Żejtun (1692), la cathédrale Notre-Dame-de-l'Assomption de Ir-Rabat (1697) et l'église Notre-Dame-de-la-Victoire de La Valette (1699).